# Under the Fragmented Sky
Under the Fragmented Sky è il sesto album in studio del gruppo musicale polacco Lunatic Soul, pubblicato il 25 maggio 2018 dalla Kscope.

## Descrizione
Gran parte dei brani proviene dalle sessioni di registrazione del precedente album Fractured, dal quale sono stati scartati per particolari ragioni spiegate dal frontman Mariusz Duda:
Under the Fragmented Sky rappresenta infatti il lato più sperimentale ed elettronico del materiale originariamente composto per Fractured e contiene brani perlopiù strumentali, avvicinandosi alle sonorità dei primi dischi dei Lunatic Soul.

## Promozione
L'album è stato annunciato ufficialmente il 16 marzo 2018 e pubblicato il seguente 25 maggio. Per anticiparne l'uscita è stato presentato come primo singolo la traccia conclusiva Untamed, a cui ha fatto seguito The Art of Repairing, reso disponibile per l'ascolto unicamente sul canale YouTube della Kscope.
Il 17 settembre 2018 è stato pubblicato come secondo singolo l'omonimo Under the Fragmented Sky.

## Tracce
Testi e musiche di Mariusz Duda.
1. He av en – 4:03
2. Trials – 5:43
3. Sorrow – 1:29
4. Under the Fragmented Sky – 5:02
5. Shadows – 4:30
6. Rinsing the Night – 3:55
7. The Art of Repairing – 7:53
8. Untamed – 3:24

## Formazione
- Mariusz Duda – voce, strumentazione, produzione, missaggio
- Wawrzyniec Dramowicz – batteria (traccia 8)
- Magda Srzedniccy – produzione, registrazione, missaggio
- Robert Srzedniccy – produzione, registrazione, missaggio
- Jarek Kubicki – illustrazione, progettazione, layout

## Classifiche
| Classifica (2018) | Posizione massima |
| ----------------- | ----------------- |
| Germania          | 95                |
| Polonia           | 10                |